# Пенька

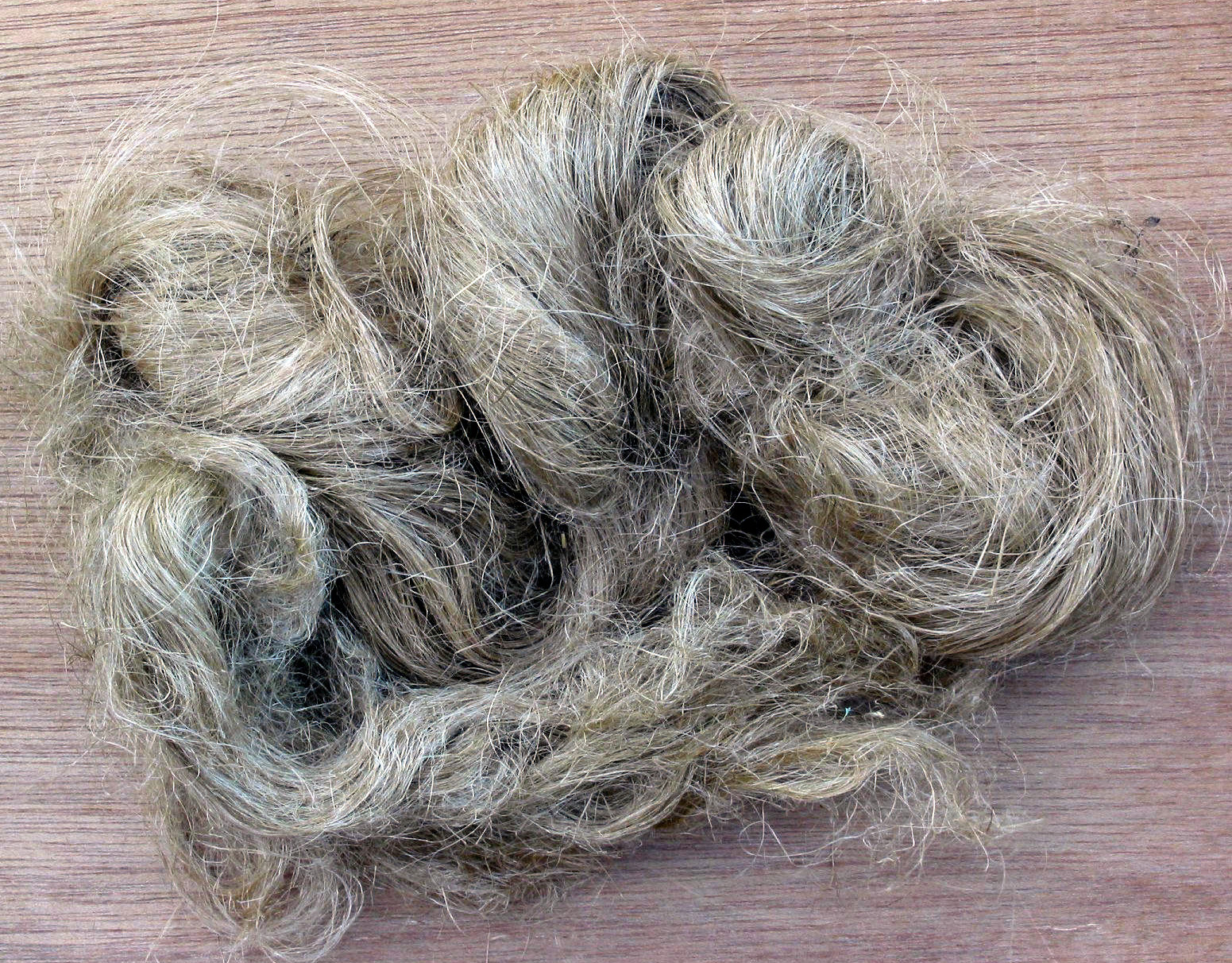
Пенька

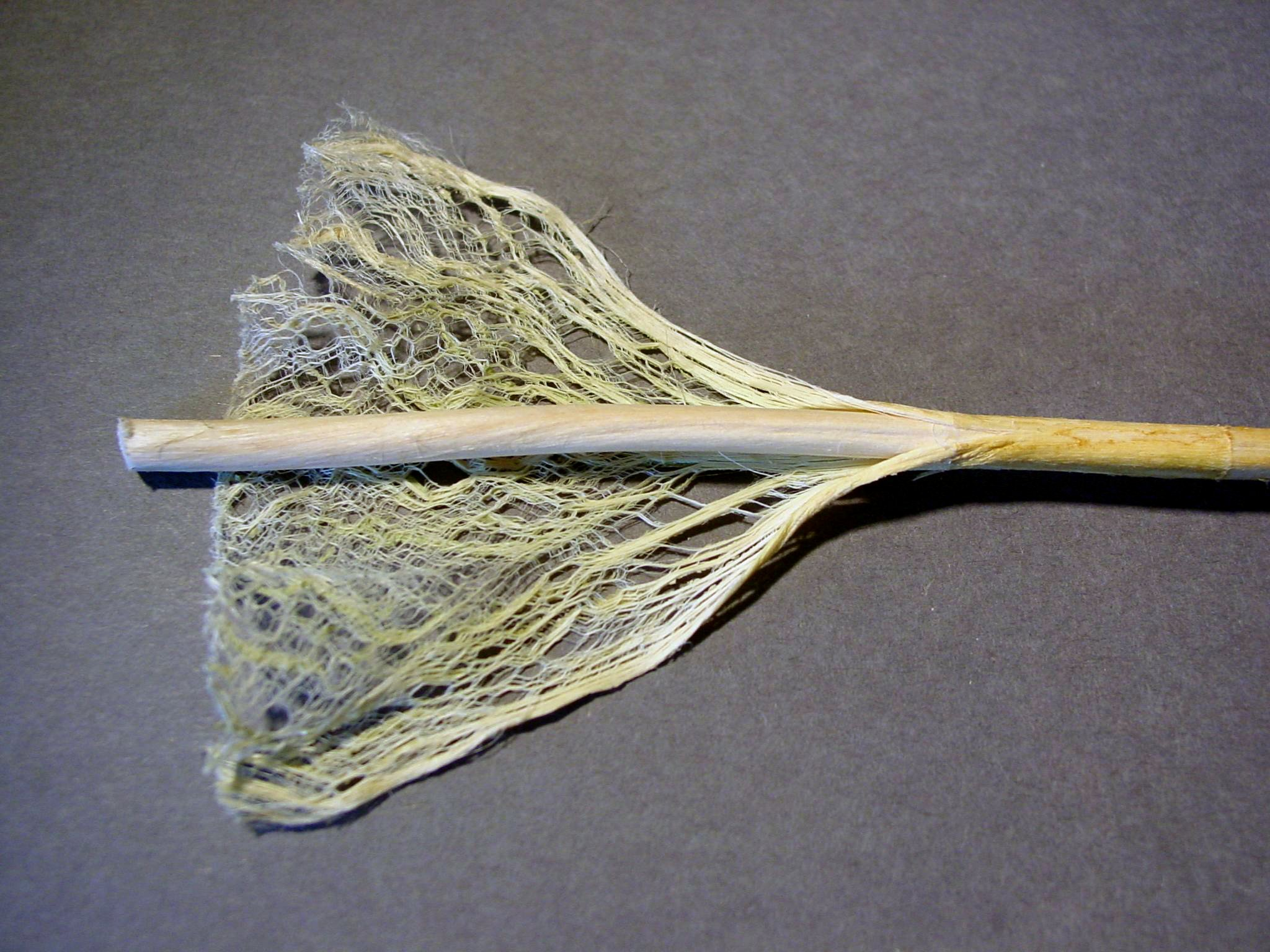
Волокна в стебле конопли

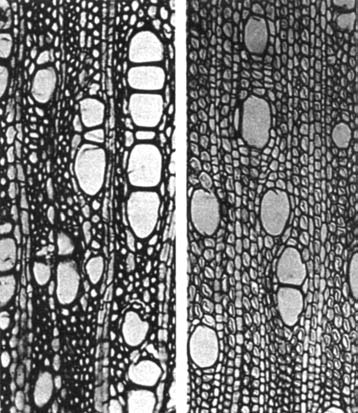
Отличие структуры волокна конопли посевной (слева) от конопли индийской (справа)

Пенька́ (заимств., возм., через тюрк.) — грубое лубяное волокно, полученное из стеблей конопли.
Пеньковая нить — очень крепка, получаемые из неё ткани отличаются прочностью; отчего пенька и считается одним из лучших материалов для канатного и верёвочного производств.

## История
Пеньку добывают путём долгого (до трёх лет) отмачивания конопляной массы в проточной воде. Различают первичное (грубое) и штапельное (мягкое) конопляные пеньковолокна. Волокна конопли отличаются особой прочностью и стойкостью к солёной воде, в результате чего нашли применение в морском деле. Канаты и верёвки из пеньки используют до сих пор, так как они практически не изнашиваются при контакте с морской солью. Лучшую пеньку, использовавшуюся в Англии, делали из конопли, выращенной на юге России.
Пеньку прочёсывали, опрыскивали маслом, чтобы сделать скользкой для прядения. Затем из пеньки пряли нити слева направо, три пряди, свитые слева направо, образовывали наиболее распространённый трос.
Используют пеньку и в производстве ткани, в основном грубой мешковины, а также тросов и верёвок (к примеру, ликтрос), сальников (наполнитель) и одежды.
В Средние века (а в некоторых странах, например в Российской империи, вплоть до XVIII века) пеньку, благодаря своей прочности, использовали в качестве дешёвых доспехов (пеньковую верёвку нашивали на верхнюю одежду). Такой «доспех» при удачном стечении обстоятельств вполне мог выдержать сабельный удар и попадание пули на излёте. Последний известный случай активного применения пеньки в качестве «брони» относится к обороне Севастополя в ходе Крымской войны, пеньковыми канатами закрывали амбразуры российских укреплений. Они останавливали вражеские пули и при этом их легко раздвигали в стороны, когда нужно было выдвинуть из амбразуры ствол пушки.
Пенькопрядение в Российской империи было широко распространено с середины XVIII века, сначала — кустарное, позже — фабричное производство волокна. В начале XX века специалистов готовил пеньковый техникум в Клинцах.
Конопля Cannabis sativa, используемая в производстве пеньки, не требует ни пестицидов, ни гербицидов, ни разрушающих средств контроля за верхним слоем почвы. Cannabis sativa L. subsp. sativa вар. sativa — сорт, выращиваемый для промышленного использования в Европе, Канаде и в других местах, в то время как C. sativa subsp. indica имеет низкое качество волокна и его главным образом используют для производства наркотиков и лекарств. Главное различие между двумя типами растений — вид и количество тетрагидроканнабинола (ТГК), спрятанного в смолистой смеси эпидермальными волосками, названными «железистыми трихомами». Сорта́ конопли, разрешённые для промышленного производства, содержат маленькие количества этого воздействующего на психику препарата, недостаточные для любых физических или психотропных эффектов. Как правило, промышленная конопля содержит меньше 0,3% ТГК, в то время как конопля, выращенная в качестве марихуаны, может содержать от 6—7 до более чем 20% ТГК.

## Виды и типы
Существуют следующие виды и типы пеньки:
- Баланда
- Рижская пенька
- Петербургская пенька
- Бомбейская пенька
- Сизальская пенька
- Алойная пенька
- Манильская пенька
- Ананасная пенька
- и другие

## Предприятия
Пенькозаводы в России: Дмитриев-Льговский (Курская область), Инсар (Мордовия), Никольск и Большой Вьяс (Пензенская область), Курганинск (Краснодарский край), Стародуб и Почеп (Брянская область), пос. Поныри и Хомутовка (Курская область), Болхов и пос. Хотынец (Орловская область), пос. Алтайский (Алтайский край) Молдавия, Казахстан, Афганистан, Украина.

## Применение
Из пеньки изготовляются полотно (ткань), верёвки, канаты, половики, мешки, брезенты, парусина, мебельные материи и прочее.
По свидетельству американского писателя Германа Мелвилла, написавшего «Моби Дик», гарпунный линь из посконной пеньки толщиной 17 мм выдерживал вес до 2800 кг и использовался для охоты на китов. 
Работник при пеньковой браковке, для увязки бунтов — пеньковя́з.

Некоторые изделия, изготовляемые из пеньки
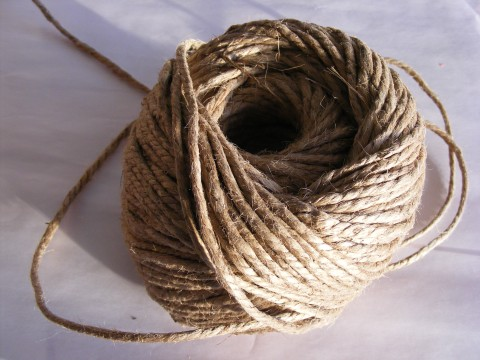
Пеньковый шпагат
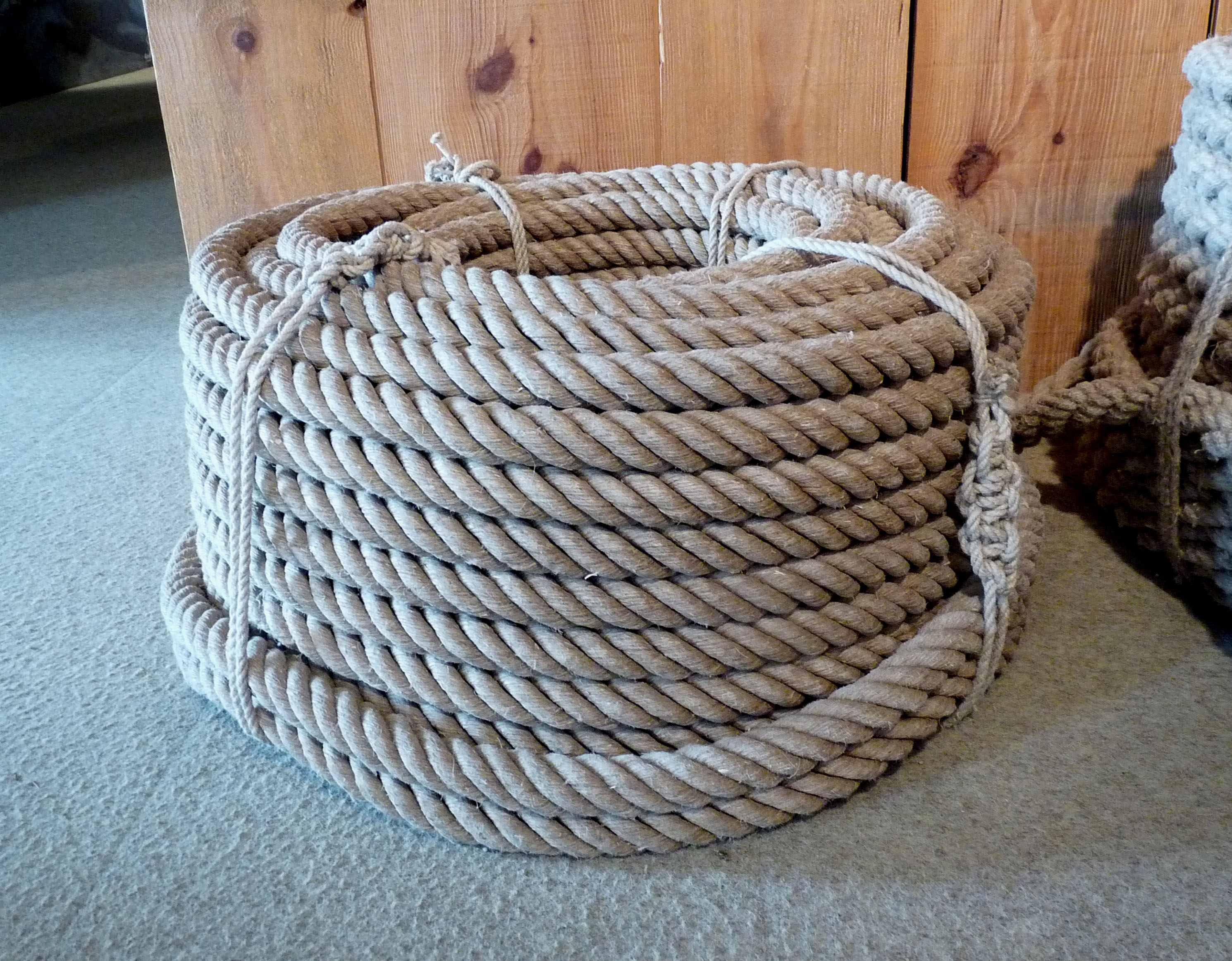
Пеньковый канат
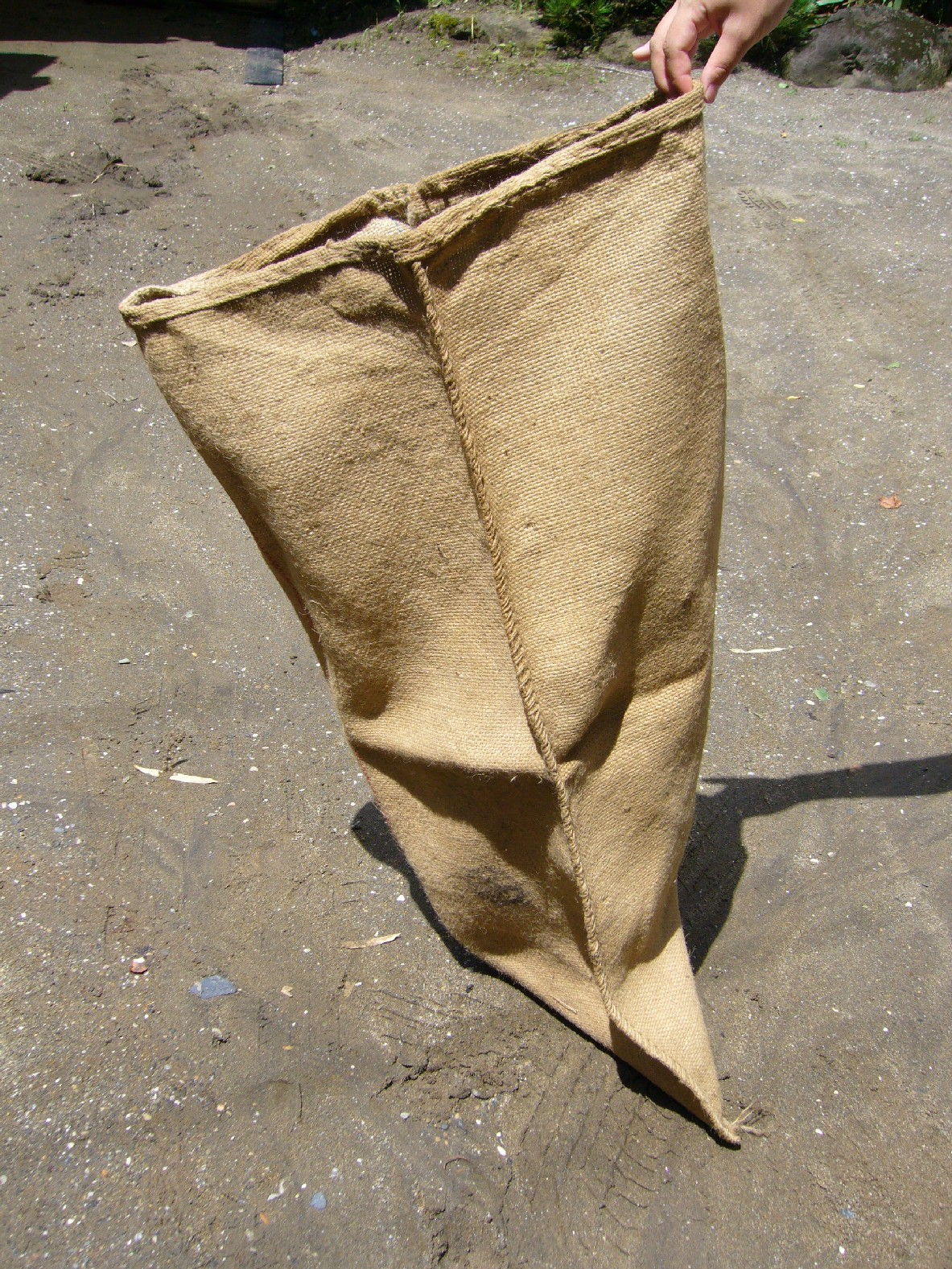
Мешковина
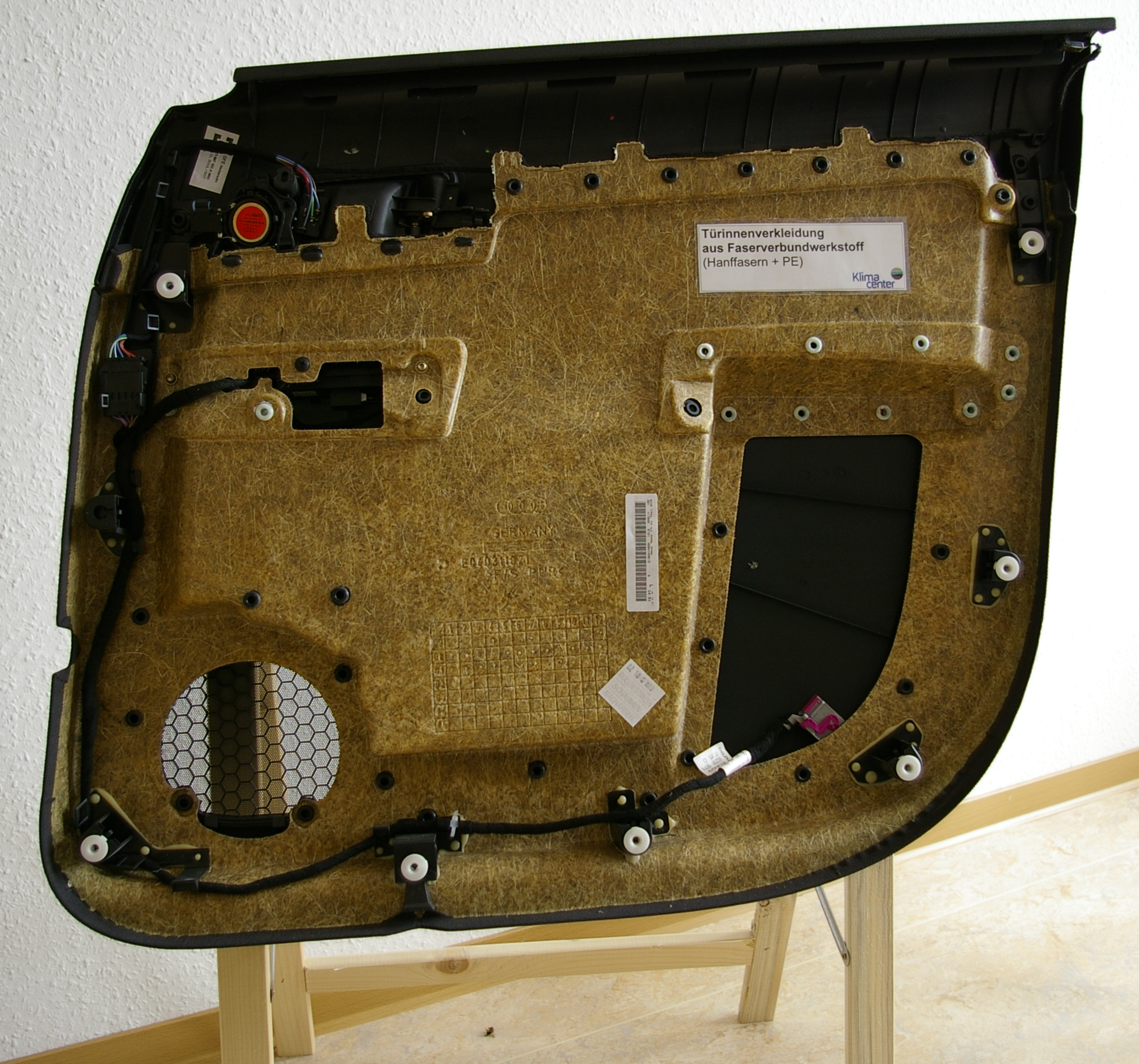
Наполнитель композитных материалов в технике
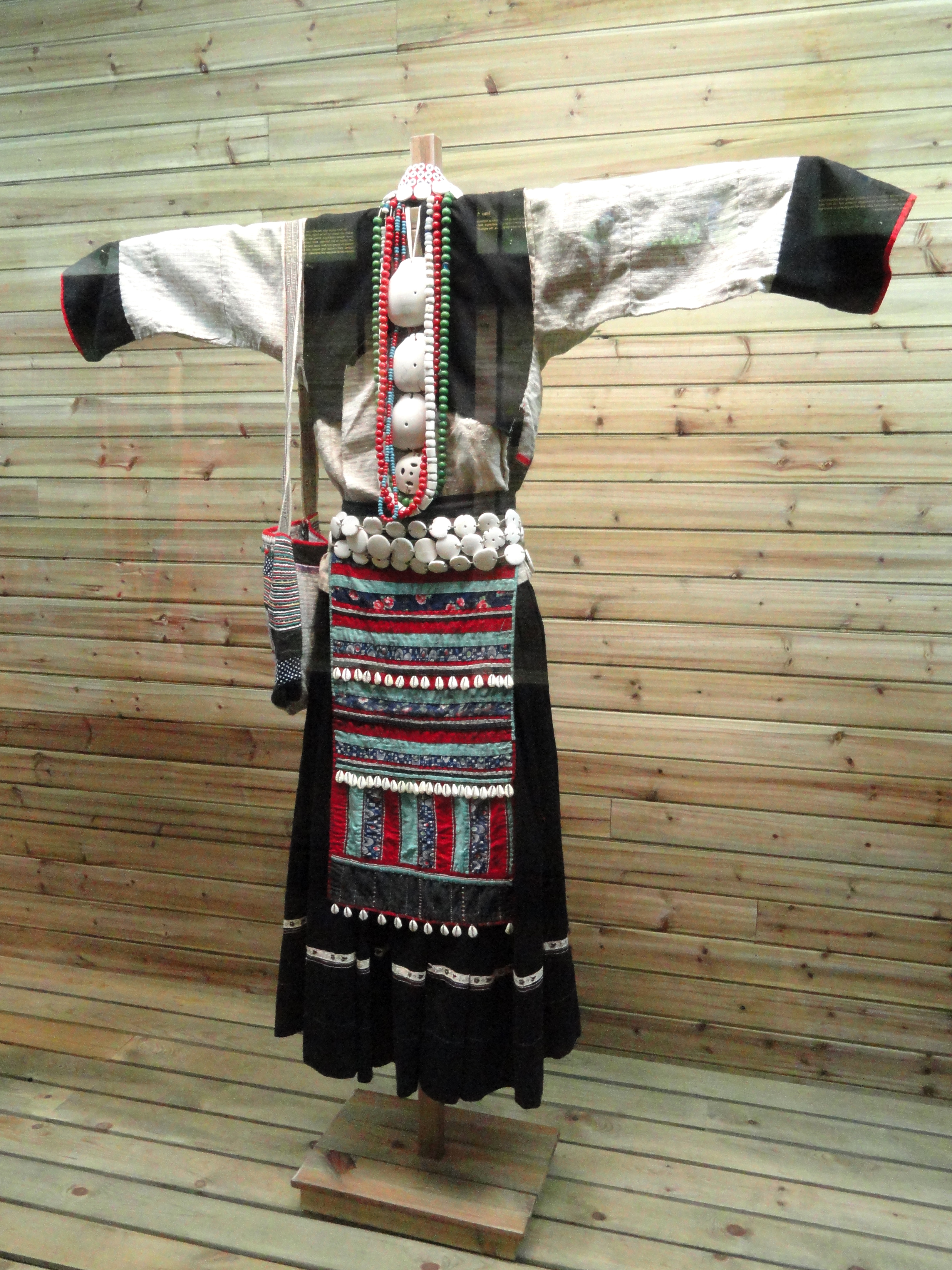
Пеньковая одежда
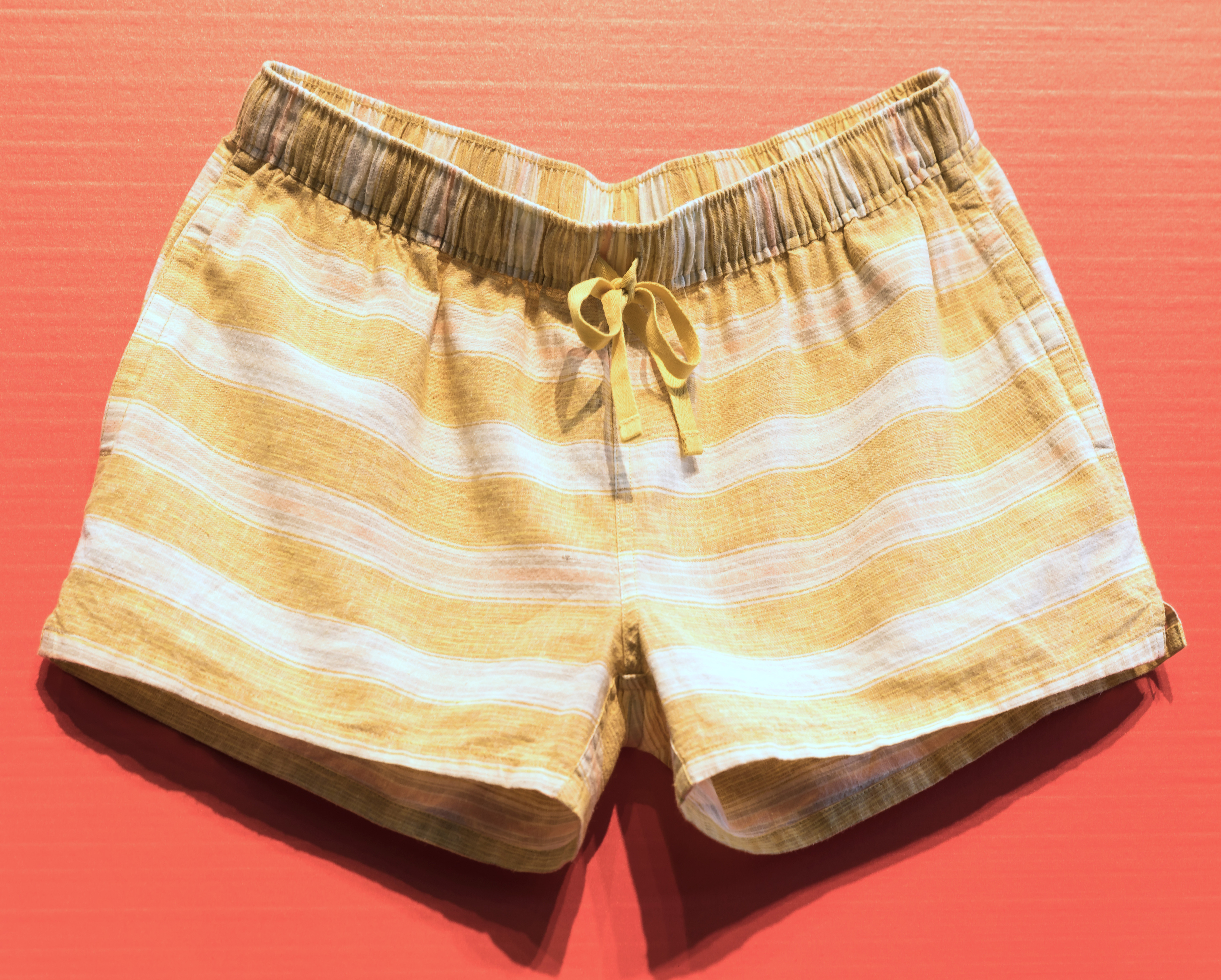
Пеньковые трусы
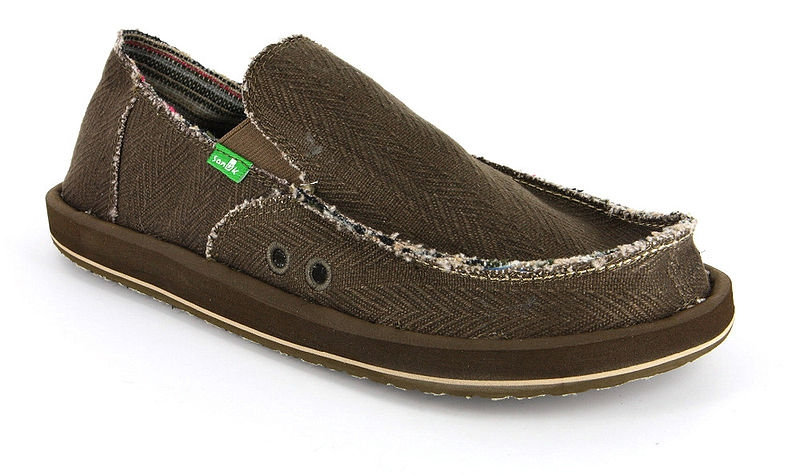
Пеньковая обувь
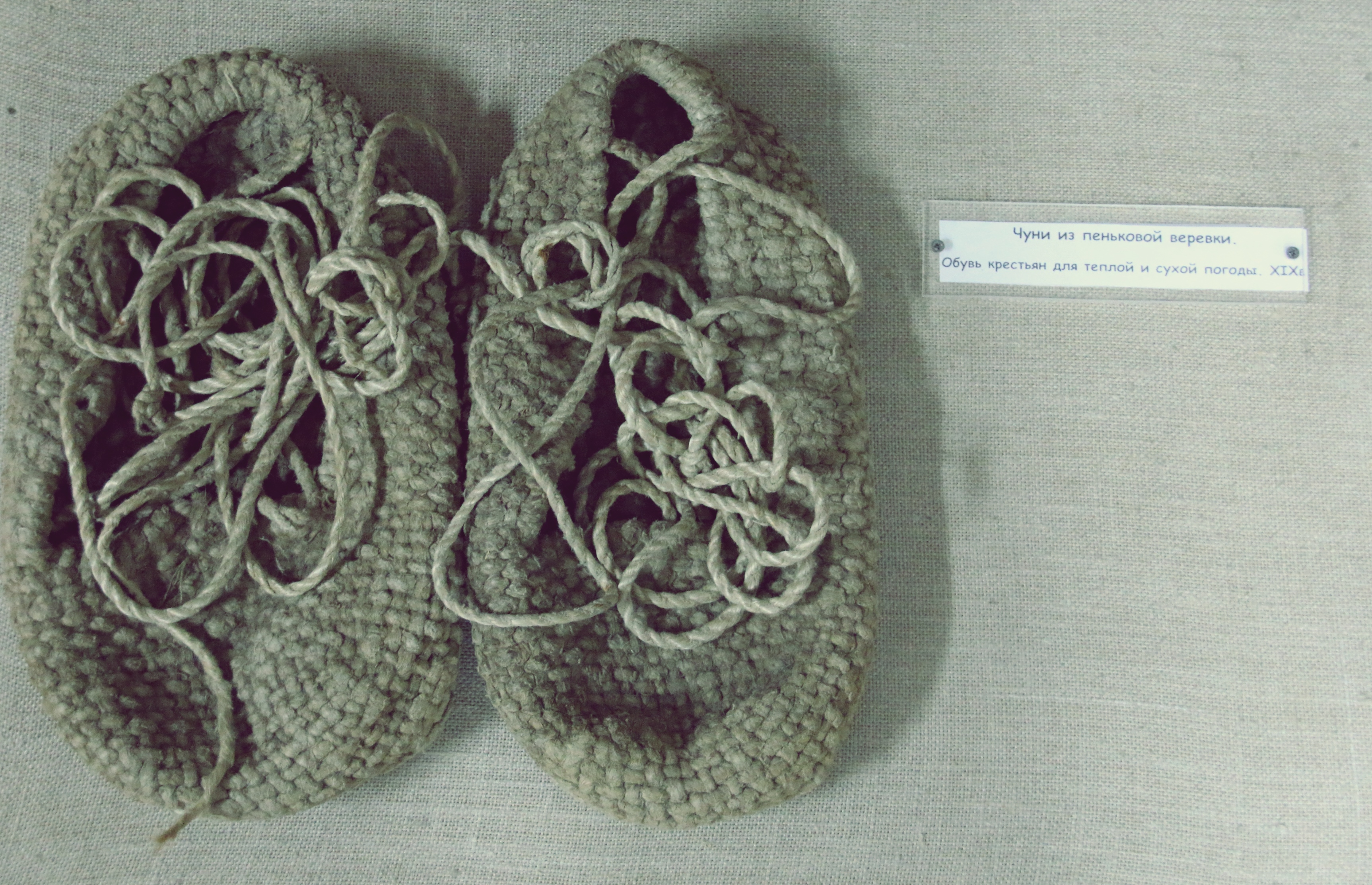
Пеньковые лапти (чуни)